# Kanton San Miguel de Bolívar
Der Kanton San Miguel de Bolívar befindet sich in der Provinz Bolívar zentral in Ecuador. Er besitzt eine Fläche von 586 km². Im Jahr 2022 lag die Einwohnerzahl bei rund 28.300. Verwaltungssitz des Kantons ist die Kleinstadt San Miguel mit 6911 Einwohnern (Stand 2010).

## Lage
Der Kanton San Miguel de Bolívar liegt südzentral in der Provinz Bolívar. Ein vorandiner Höhenrücken durchzieht den Kanton in Nord-Süd-Richtung. Der Río Chimbo begrenzt den Kanton im Osten. 
Der Kanton San Miguel de Bolívar grenzt im Norden an die Kantone Chimbo und Guaranda, im Osten an die Provinz Chimborazo, im Süden an den Kanton Chillanes sowie im Westen an die Provinz Los Ríos.

## Verwaltungsgliederung
Der Kanton San Miguel de Bolívar ist in die Parroquia urbana („städtisches Kirchspiel“)
- San Miguel (Matriz)

und in die Parroquias rurales („ländliches Kirchspiel“)
- Balsapamba
- Bilován
- Régulo de Mora
- San Pablo de Atenas
- San Vicente
- Santiago

gegliedert.

## Geschichte
Der Kanton San Miguel de Bolívar wurde am 10. Januar 1877 gegründet.
Entwicklung der Einwohnerzahl im Kanton San Miguel de Bolívar bei landesweiten Volkszählungen zum jeweiligen Gebietsstand:
| Jahr                    | Einwohner | +/-     |
| ----------------------- | --------- | ------- |
| 1950                    | 35.432    | –       |
| 1962                    | 44.651    | 26 %    |
| 1974                    | 27.992    | −37,3 % |
| 1982                    | 28.912    | 3,3 %   |
| 1990                    | 28.044    | −3 %    |
| 2001                    | 26.747    | −4,6 %  |
| 2010                    | 27.244    | 1,9 %   |
| 2022                    | 28.349    | 4,1 %   |
| Datenherkunft: Wikidata |           |         |